# Jurgen Schildt
Ernst Jurgen Schildt, född 22 december 1923 i Helsingfors, död 13 september 1990 i Stockholm, var en svensk filmkritiker.
Efter studentexamen 1943 studerade han vid Stockholms högskola. Han var under flera decennier filmkritiker i Aftonbladet och 1957–1962 även vid Sveriges radio. 1965–1966 var han Aftonbladets kulturchef. Han var också författare och gift med skådespelerskan Annalisa Ericson. Till hans minne instiftades en särskild fond, som ska stimulera svensk filmforskning och filmpublicistik genom ett årligt pris, Jurgen Schildt-priset.
Jurgen Schildt var son till den finländske bokförläggaren Holger Schildt och bror till Henrik Schildt samt farbror till Peter Schildt och Johan Schildt, alla skådespelare.

## Priser och utmärkelser
- 1973 – Filmpennan
- 1988 – Axel Liffner-stipendiet